# Kathedrale von Valencia

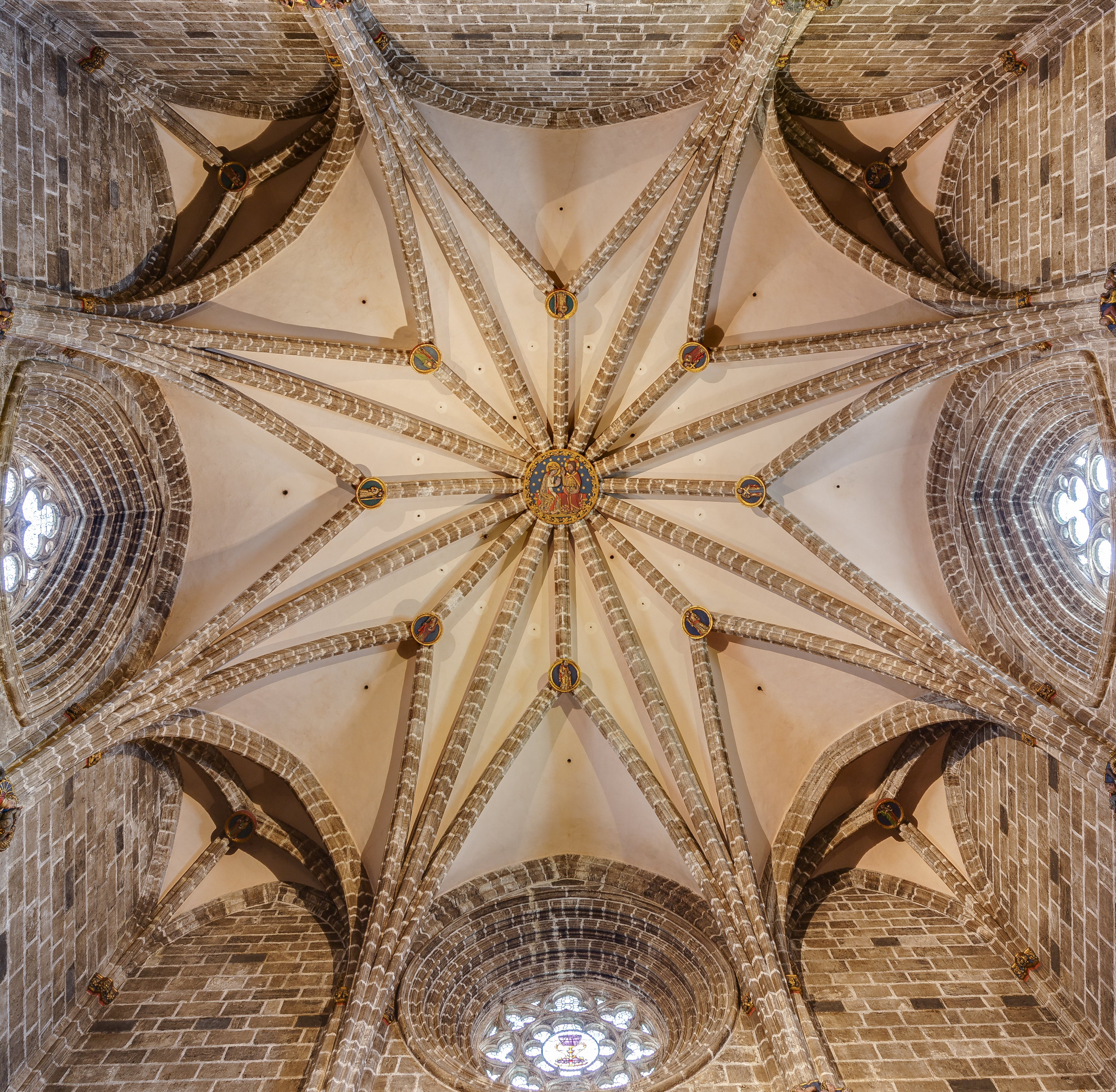
Kuppel der Kapelle des Heiligen Kelches in der Kathedrale

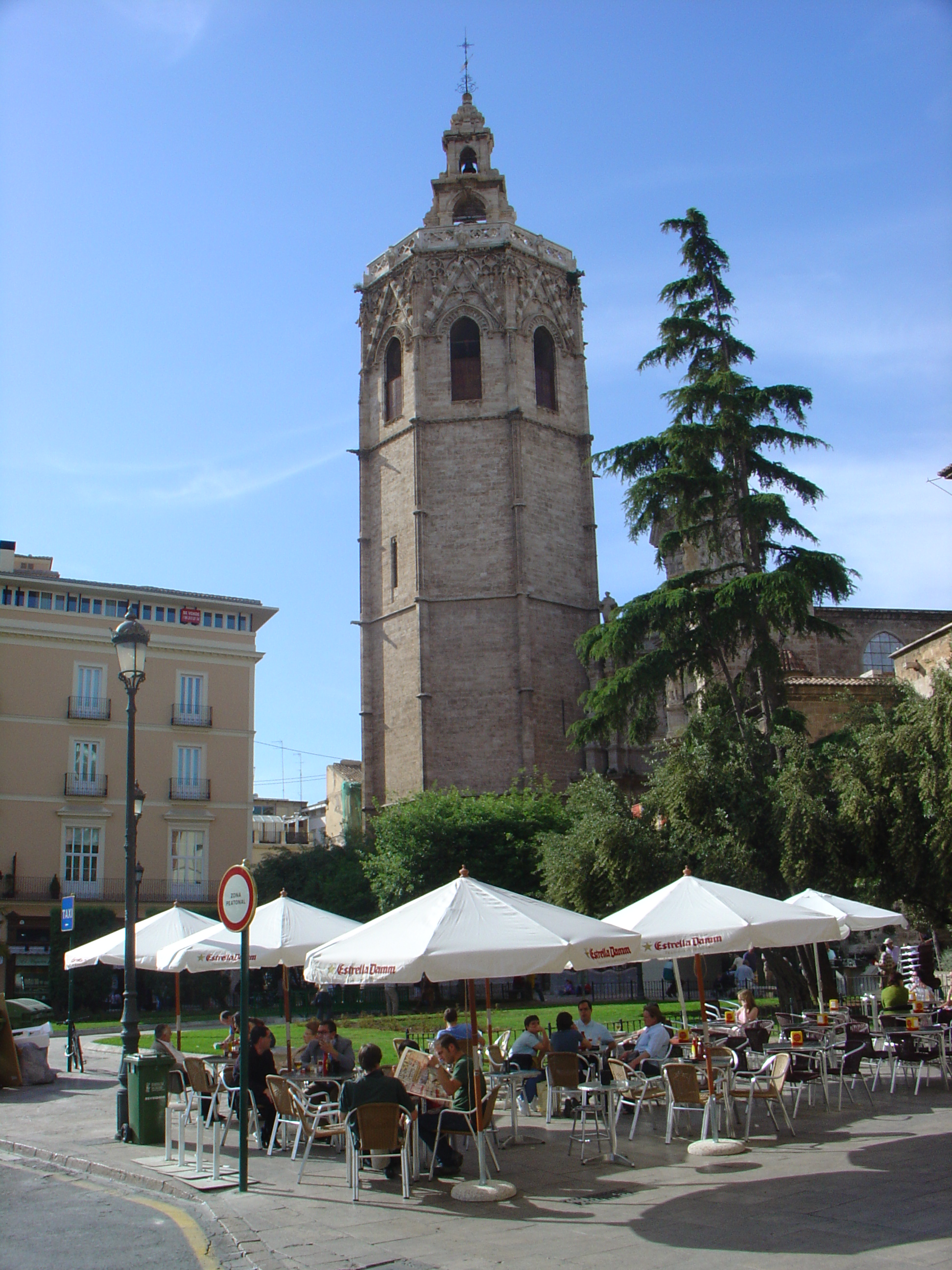
Der Turm El Micalet

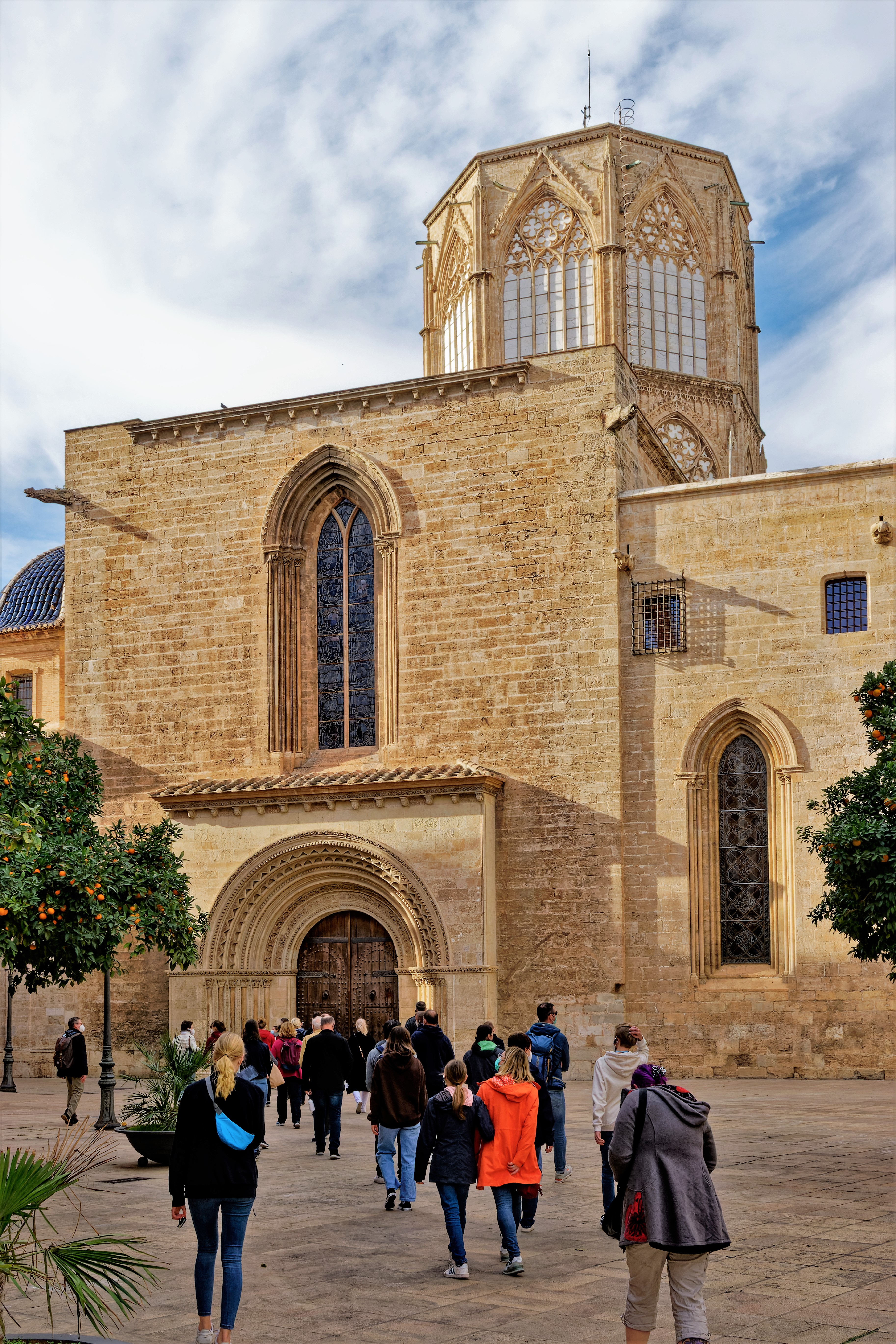

Die Kathedrale von Valencia (spanisch Catedral de Santa María de Valencia) ist die Kathedrale des römisch-katholischen Erzbistums Valencia. Sie befindet sich im nordöstlichen Teil der Altstadt von Valencia und ist der Heiligen Maria gewidmet. Die Kirche ist nicht korrekt geostet: Der Chor zeigt nach Nord-Ost. Der Dom hat die Form eines lateinischen Kreuzes mit drei Kirchenschiffen, einem Triforium und Kapellen.

## Baugeschichte
An der Stelle der Kirche befand sich einst ein römischer Tempel, der zur Kirche wurde und nach der muslimischen Eroberung in eine Moschee umgewandelt wurde. Nach der Rückeroberung 1237 wurde daraus wieder eine Kirche. Die Bauarbeiten am gegenwärtig existierenden Gebäude im Stil der Gotik fingen im Jahr 1262 an und wurden im 15. Jahrhundert abgeschlossen. Als Baumeister werden in den Unterlagen unter anderen Pere Balaguer, Francesc Baldomar, Pere Compte, Antoni Dalmau und Martí Llobet erwähnt. Die achteckige Kuppel wird aus der Zeit des Bischofs Blanes (1356 bis 1369) bezeugt; am Anfang des 15. Jahrhunderts wurde sie umgebaut. Im Jahr 1418 besuchten die Baumeister der La Catedral in Barcelona Valencia, um die Kuppel zu besichtigen.
Das romanische Portal Puerta del Palau, nach Andreu: Puerta de la Almoina wurde vor dem Jahr 1270 errichtet. Das gotische Portal Puerta de los Apóstoles stammt aus dem 14. Jahrhundert.
Bereits in den 1470er-Jahren wurde der Einfluss der Renaissance unter der Bauleitung von Paolo San Leocadio und Francisco Pagano bemerkbar. Später erfolgten einige Umbaumaßnahmen in den Stilen der Renaissance, des Barock (vor allem die in den Jahren 1703 bis 1741 fertiggestellte Westfassade, die zu den wichtigsten Werken des spanischen Barock gezählt wird) und des Klassizismus.
Der auf valencianisch als El Micalet (span. El Miguelete) bezeichnete achteckige Glockenturm wurde im 14. Jahrhundert an der Stelle eines älteren Turms gebaut. Seine Höhe beträgt 51 Meter, was ebenfalls seinem Umfang entspricht. Er wurde in vier gleich hohe Teile aufgeteilt, von denen der obere – reich verzierte – Teil die Glocken beinhaltet.

Die Kathedrale erlitt während des Spanischen Bürgerkriegs einige Zerstörungen, vor allem im Chorbereich, dessen Einbauten nach dem Krieg abgebaut wurden. In dieser Zeit wurde ebenfalls die Orgel verlegt. Seit dem Jahr 1972 wird die gotische Bausubstanz des Langhauses, des Querschiffs und der Kuppel restauriert sowie stilistisch bereinigt.

Santa Maria de Valencia
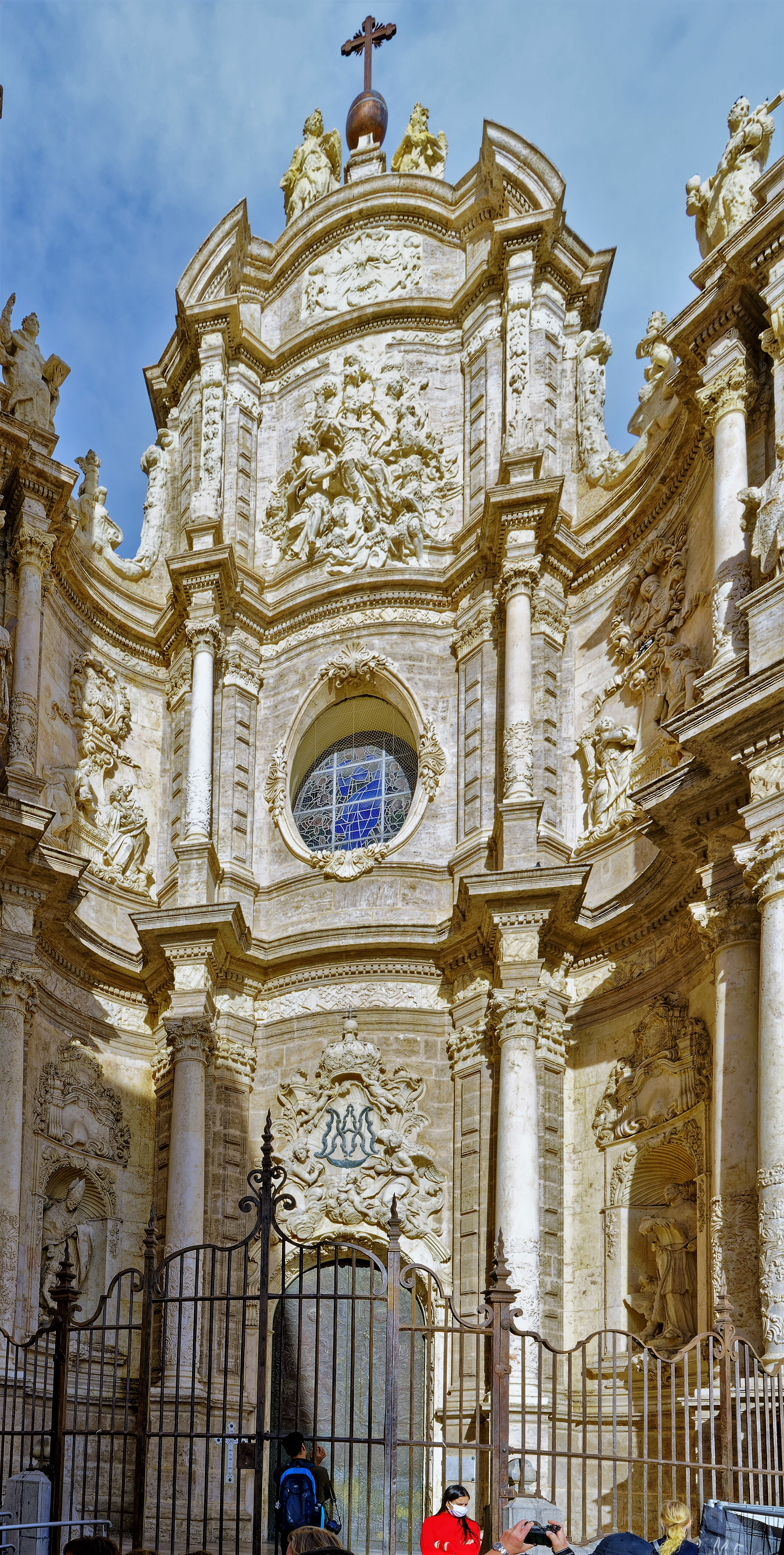
Barocke Fassade des Eingangsportals
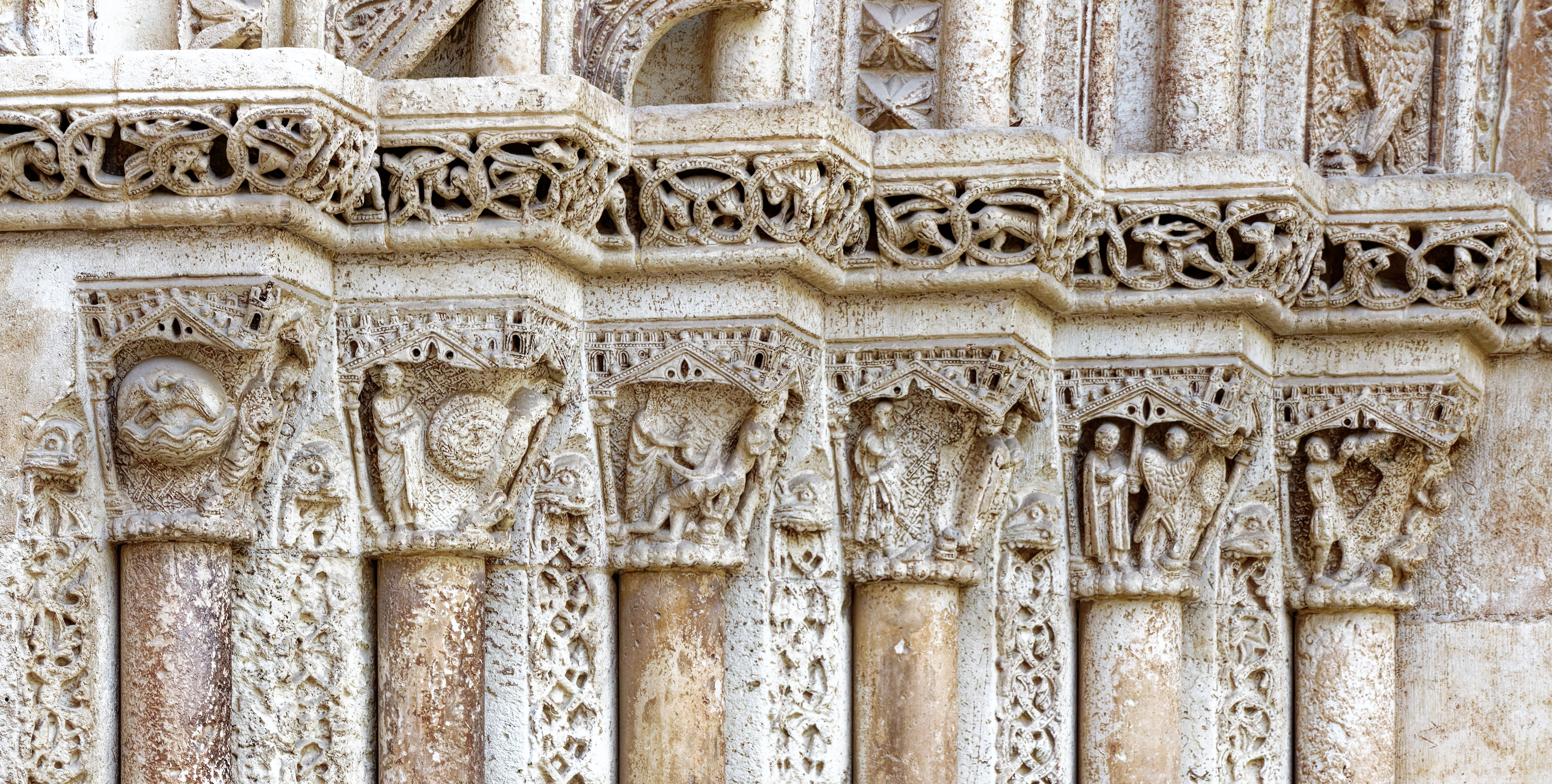
Romanische Reliefs am Puerta de la Almoina
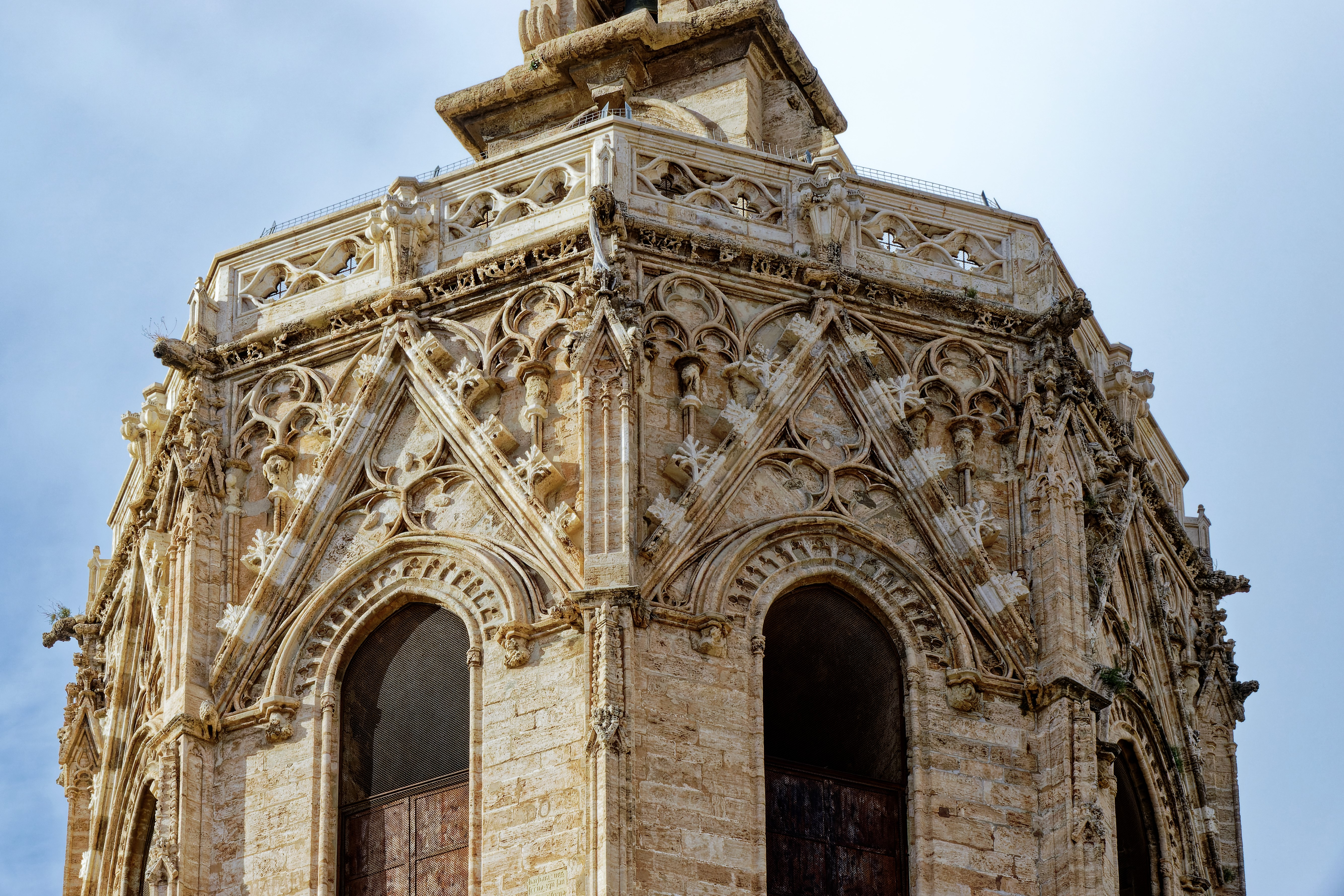
Detail: El Micalet
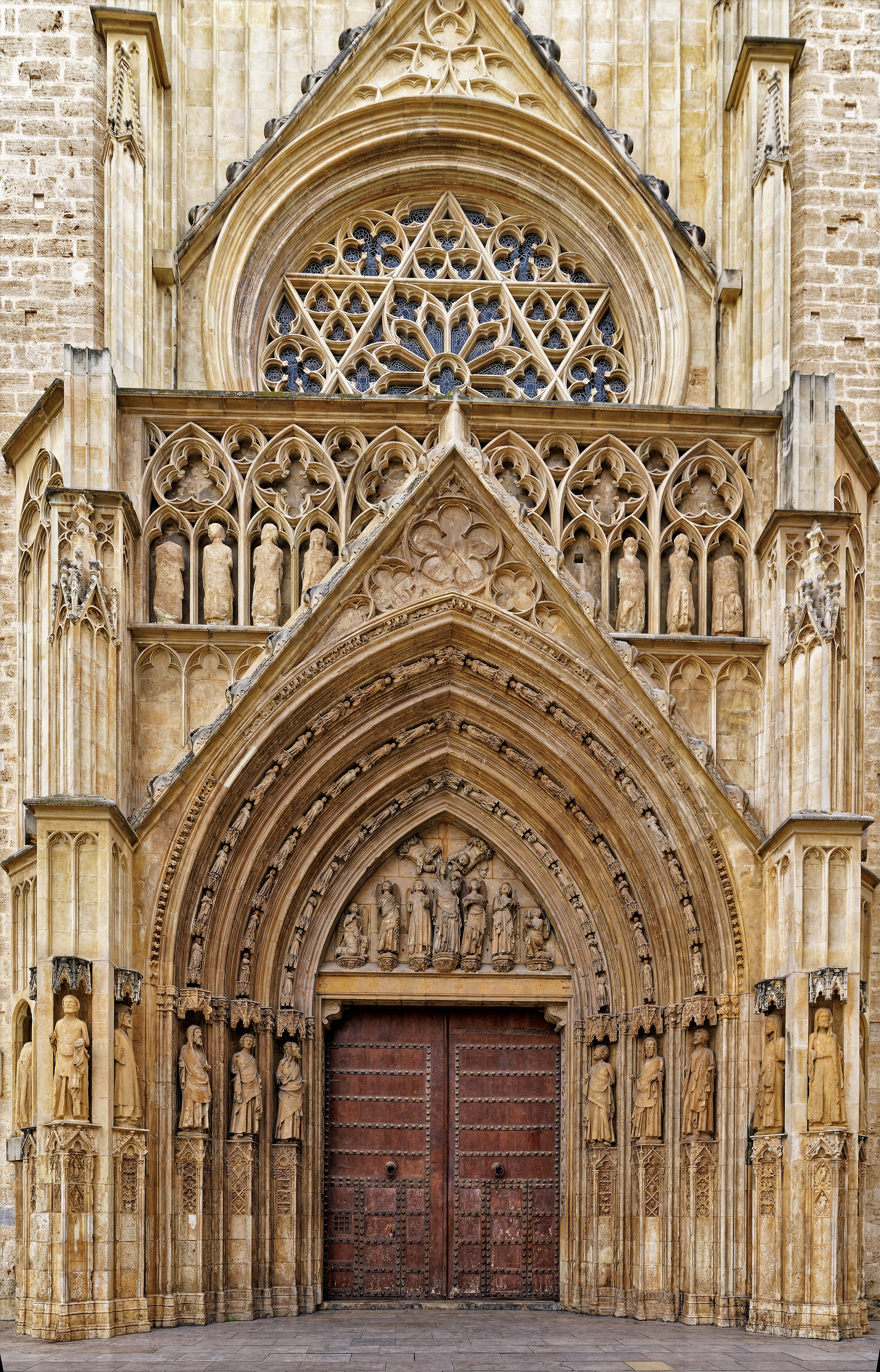
Aposteltor (Puerta de los Apostolos)
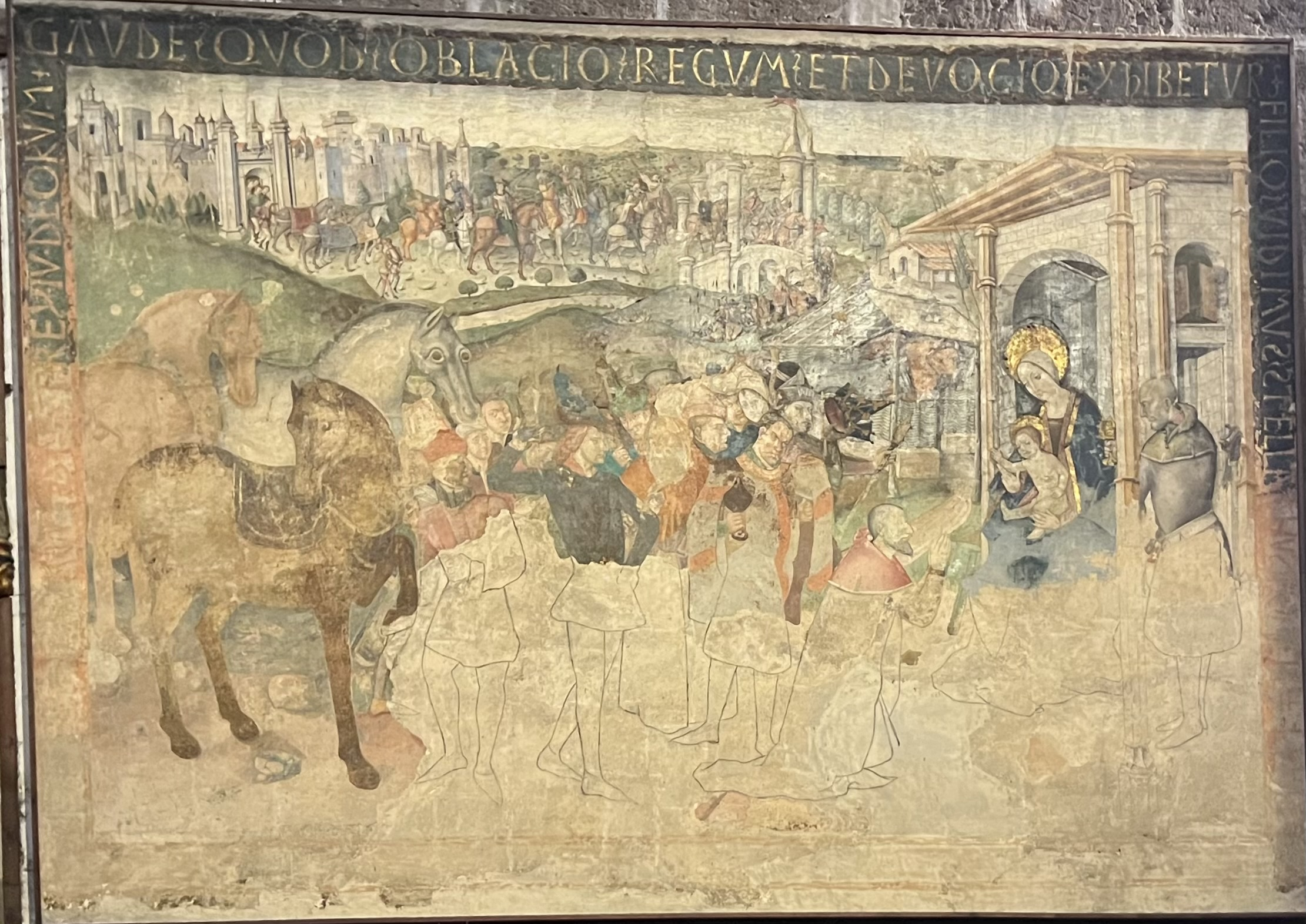
Anbetung der Könige
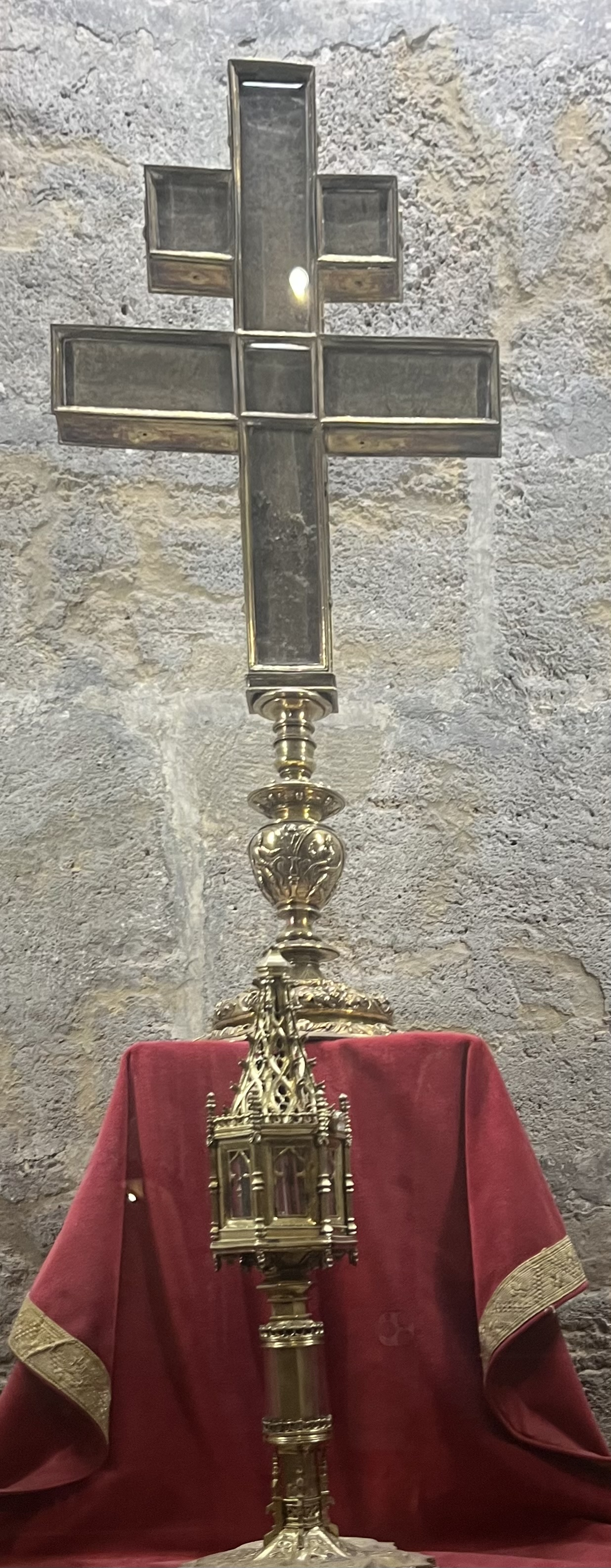
Staurothek
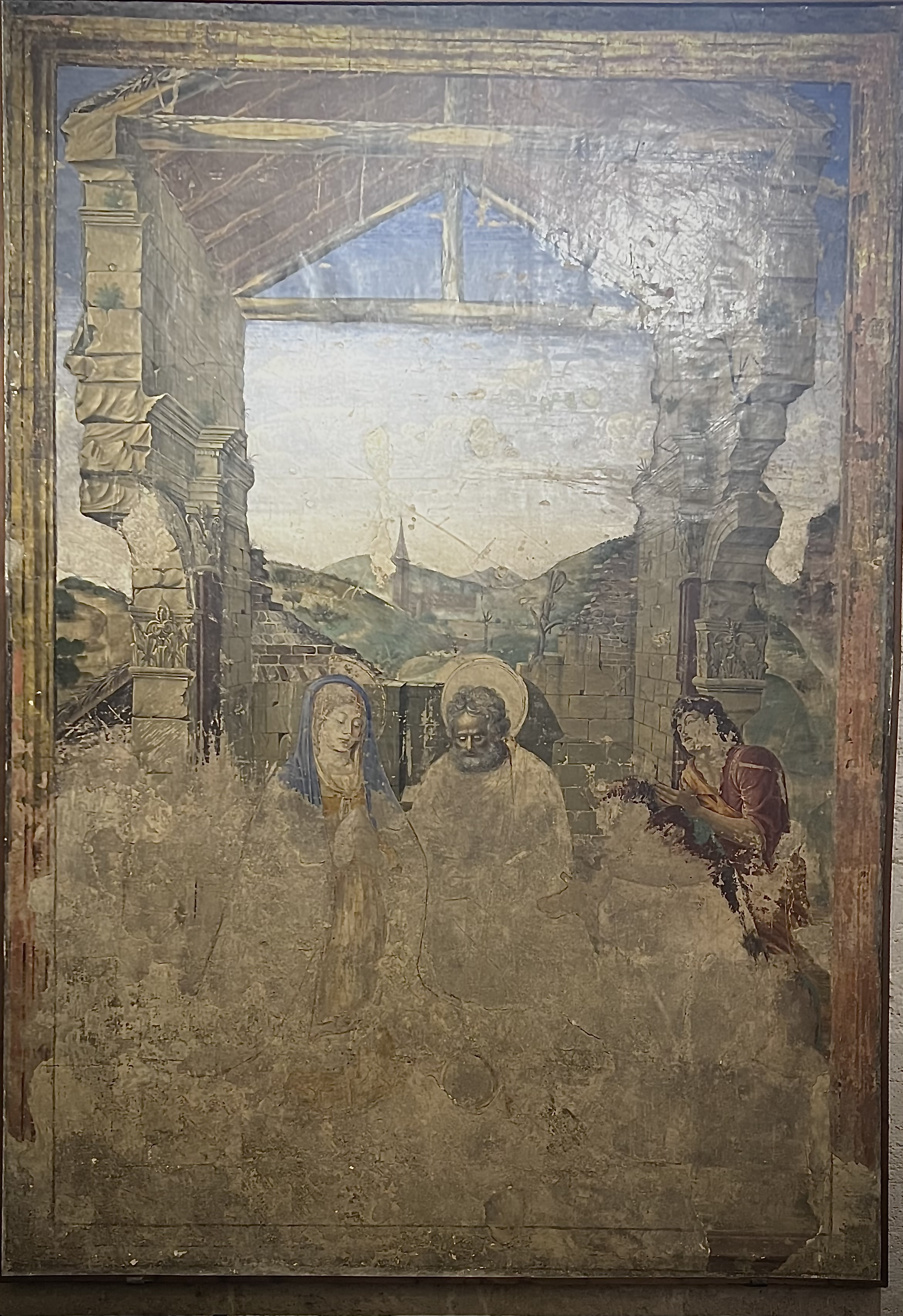
Anbetung der Hirten
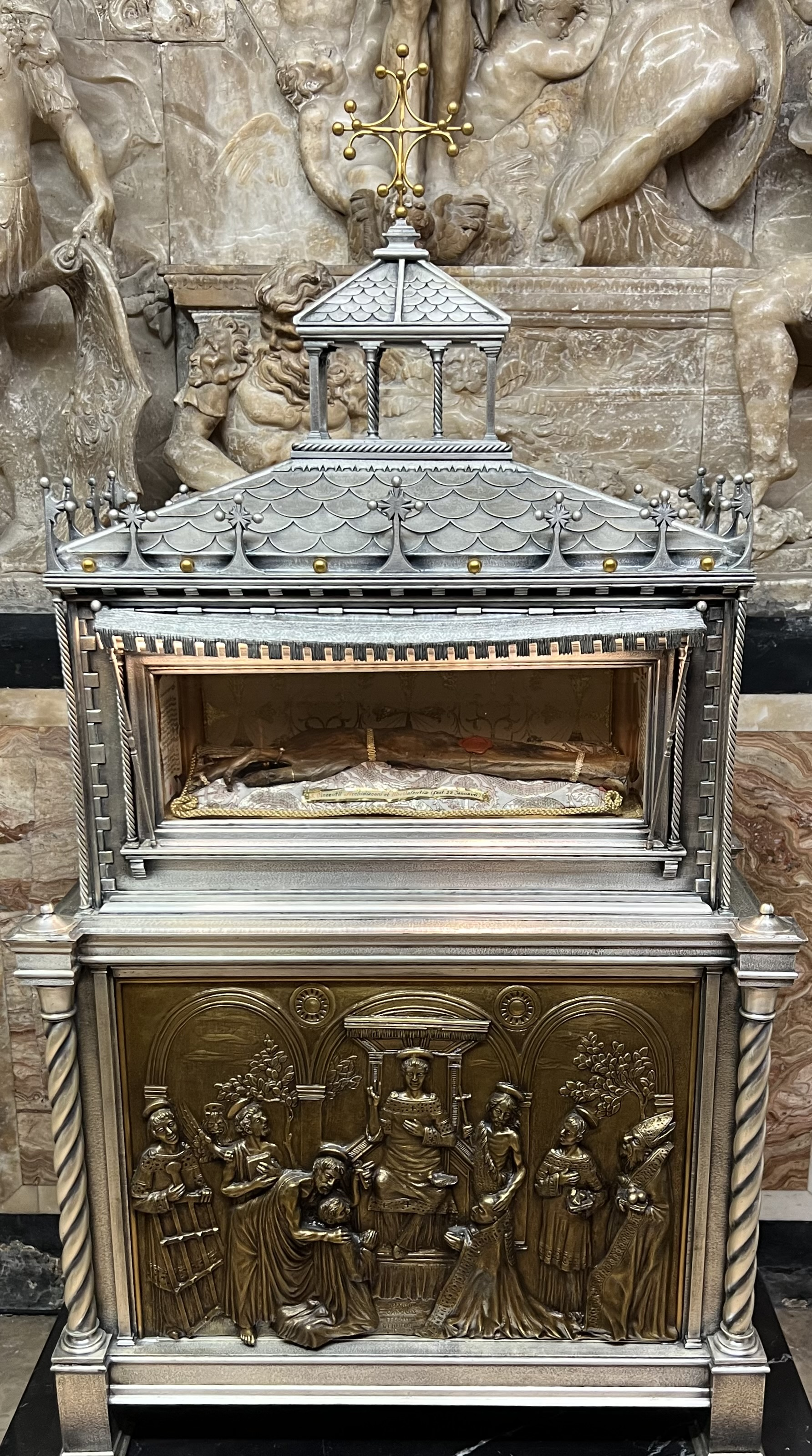
Armreliquie des Vincenz von Valencia

## Ausstattung

### Heiliger Kelch und Kapitelsaal

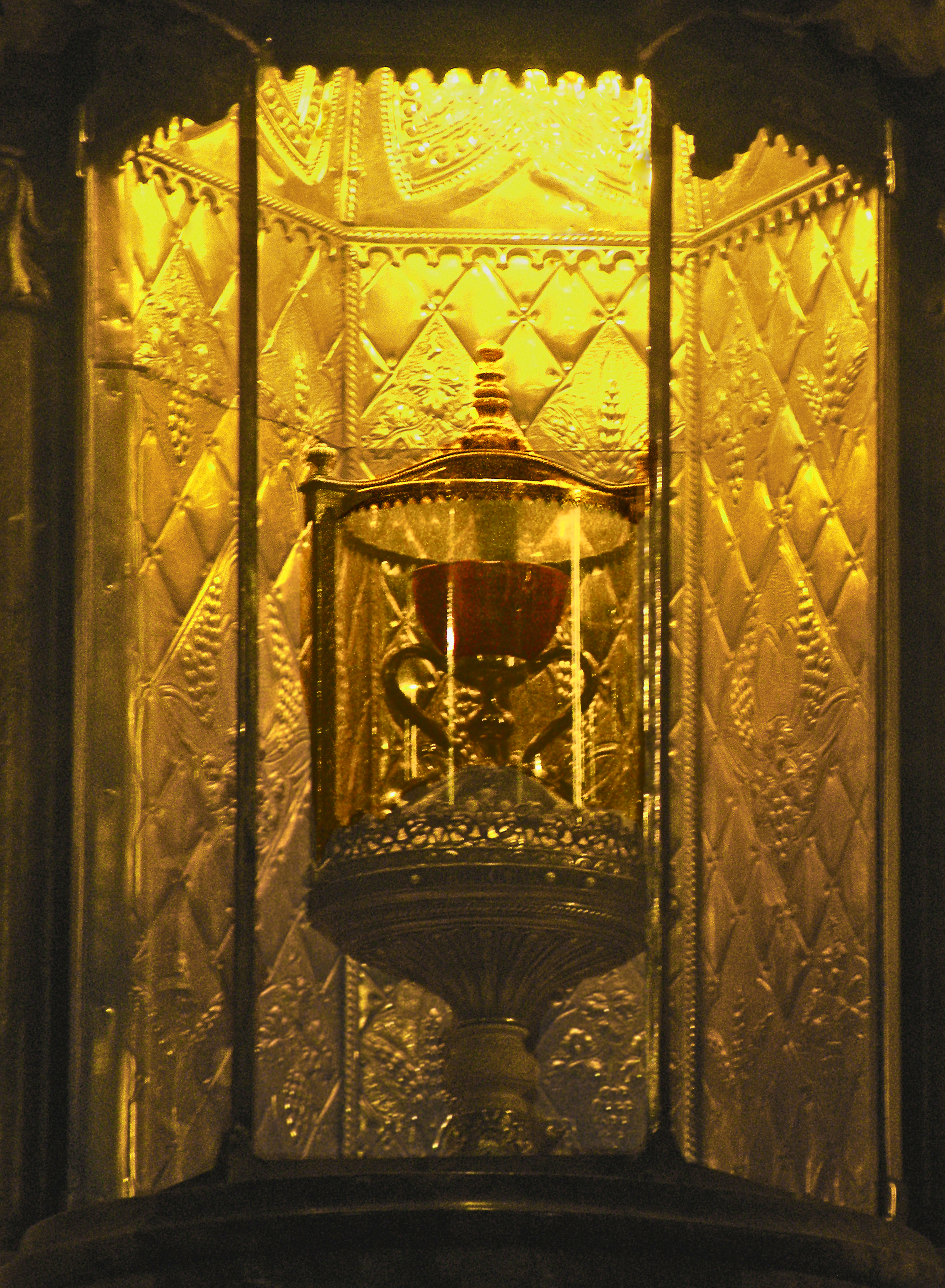
Heiliger Kelch

Im als Capilla del Santo Caliz bezeichneten Kapitelhaus aus dem 15. Jahrhundert im Südosten des Bauwerks wird der Heilige Kelch aufbewahrt, der sich dort – mit Unterbrechungen – seit dem Jahr 1506 befindet. Er wurde wahrscheinlich in der Zeitperiode von dem 3. Jahrhundert vor Christus bis zum 1. Jahrhundert vor Christus angefertigt. Die Kapelle ist spätgotisch und hat einen quadratischen Grundriss. Bischof Vidal de Planes ließ ihn zwischen 1365 und 1369 errichten. In ihm fanden Versammlung und theologische Vorlesungen statt. Der Raum hat eine Seitenlänge von 13 Metern und eine Höhe von 16 Metern. Die Schlusssteine des Sterngewölbes zeigen die 12 Apostel und die Krönung Mariens. An einer Wand ein Fresko von Nicolas Florentino von 1472, das in sehr schlechtem Zustand ist und die Anbetung der Könige zeigt. An den anderen Wänden sind die Hafenketten von Marseille zu sehen, die Alfons V. im 15. Jahrhundert der Kirche übergab.

### Kapellen
Die Kirche hat, neben dem Kapitelhaus 16 Kapellen, acht in der Apsis. Die acht Kapellen an den Seitenschiffen haben ihre heutige Gestalt im 17. Jahrhundert im Barockstil und 18. Jahrhundert im Stil des Klassizismus, erhalten. Letzter Stil prägt die Kapelle des heiligen Franz Borgia. In ihr sind zwei große Gemälde von Goya mit Szenen aus dem Leben des Jesuiten zu sehen.

### Museum

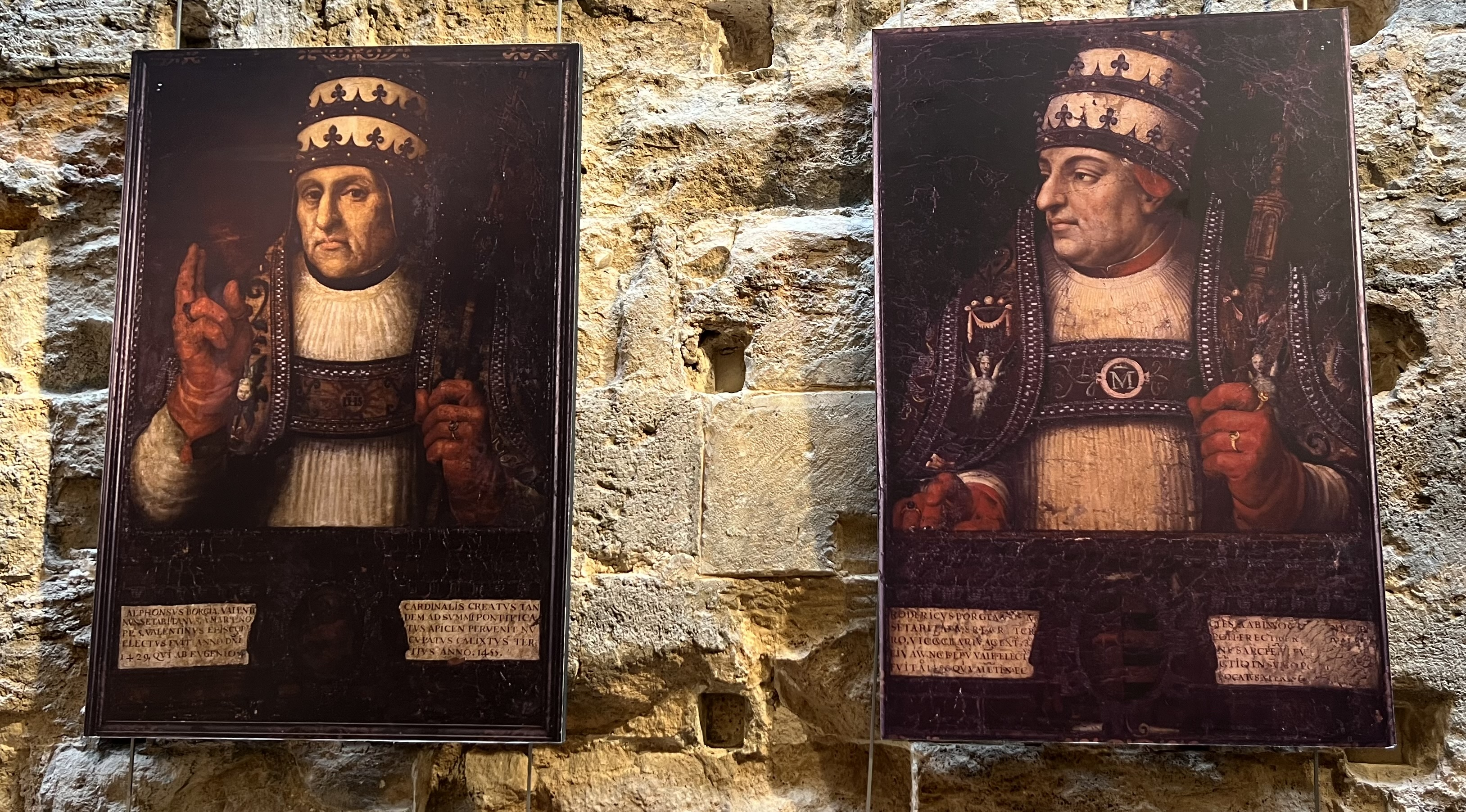
Borgiapäpste

Das Museum ist ein Anbau zwischen Kapellen und Kapitelsaal. Es beherbergt unter vielen anderen Werken die Originalstatuen des Aposteltores, Gemälde aus dem 15. und 16. Jahrhundert, zahlreiche wertvolle Reliquiengefäße, sowie liturgische Gefäße und Gewänder. Im 1. Obergeschoss sind das Wappen der Familie Borgia, in Stein gemeißelt und daneben Porträts der beiden Borgiapäpste Calixtus III. und Alexander VI. zu sehen. Des Weiteren ist die größte Monstranz der Welt zu bewundern. Sie besteht aus vergoldetem Silber, wurde Mitte des 20. Jahrhunderts gefertigt, ist mehr als fünf Meter hoch und wiegt 600 kg.

### Fenster
Im Querschiff über dem romantischen Tor ein Fenster, dessen Öffnung aus dem 13. Jahrhundert stammt das 1962 geschaffen wurde. Gegenüber aus dem 14. Jahrhundert eine Rosette in der Form eines Davidsterns. Die Fenster der Apsis sind von 1895 und zeigen Christus als das Licht der Welt und die Erzengel Michael, Raphael und Gabriel. Am Eingang des Kapitelhauses ein Fenster von 1978, dass Jesus zeigt, der dem heiligen Petrus den Kelch reicht.

### Orgel
Die Orgel wurde 2015 erbaut, unter Wiederverwendung von Pfeifenmaterial aus Vorgängerinstrumenten der Firmen Ibach (1860), Amezua (1888), Palop (1912) und Walcker (1948). Das Instrument hat eine sinfonisch-romantische Disposition und Intonation.
| I GRAND-CHOEUR C–c4  |         |
| Grand Diapason       | 16’     |
| Corno dolce          | 16’     |
| Corno celeste        | 16’     |
| Violoncelle          | 16’     |
| Violoncelle celeste  | 16’     |
| Voix celeste         | 16’     |
| Diapason Magna       | 08’     |
| Diapason Tenor       | 08’     |
| Principal II         | 08’     |
| Flûte harmonique     | 08’     |
| Corno dolce          | 08’     |
| Corno celeste        | 08’     |
| Salicional           | 08’     |
| Unda maris           | 08’     |
| Voix celeste         | 08’     |
| Bourdon              | 08’     |
| Gros Nazard          | 05 1⁄3’ |
| Diapason Magna II    | 04’     |
| Corno dolce          | 04’     |
| Corno celeste        | 04’     |
| Salicet              | 04’     |
| Voix angélique       | 04’     |
| Voix celeste         | 04’     |
| Flûte à cheminée     | 04’     |
| Große Tierce         | 03 1⁄5’ |
| Grande Septième      | 02 ⁄7’  |
| Violino              | 02’     |
| Grande Neuvième      | 01 7⁄9’ |
| Plein Jeu VI-VII     | 0       |
| Harmonia Etherea III |         |
| Tuba Magna           | 16’     |
| Bombarde             | 16’     |
| Tuba Mirabilis       | 08’     |
| 1ère Trompette       | 08’     |
| 2ème Trompette       | 08’     |
| Tuba Clarion         | 04’     |
| Clairon              | 04’     |

| II GRAND-ORGUE C–c4 |     |
| Principal           | 16’ |
| Violoncelle         | 16’ |
| Bourdon             | 16’ |
| Diapason Magna      | 08’ |
| Diapason Tenor      | 08’ |
| Principal II        | 08’ |
| Corno dolce         | 08’ |
| Corno celeste       | 08’ |
| Flûte à cheminée    | 08’ |
| Diapason Magna      | 04’ |
| Diapason Alto       | 04’ |
| Principal II        | 04’ |
| Flûte harmonique    | 04’ |
| Salicet             | 04’ |
| Diapason Soprano    | 02’ |
| Principal II        | 02’ |
| Mixture III         |     |
| Basson              | 16’ |
| Trompette           | 08’ |
| Clarinette          | 08’ |
| Clairon             | 04’ |

| III RÉCIT C–c4       |         |
| Corno dolce          | 16’     |
| Quintaton            | 16’     |
| Salicional           | 08’     |
| Bourdon              | 08’     |
| Quintaton            | 08’     |
| Unda maris           | 08’     |
| Voix celeste         | 08’     |
| Flûte à cheminée     | 04’     |
| Nazard               | 02 ⁄3’  |
| Octavin              | 02’     |
| Violino              | 02’     |
| Tierce               | 01 3⁄5’ |
| Septième             | 01 ⁄7’  |
| Neuvième             | 08⁄9’   |
| Piccolo              | 01’     |
| Harmonia Etherea III |         |
| Tuba Magna           | 16’     |
| Tuba Mirabilis       | 08’     |
| Trompette            | 08’     |
| Basson-Hautbois      | 08’     |
| Voix humaine         | 08’     |
| Tuba Clairon         | 04’     |

| PÉDALE C–g3     |     |
| Bourdon         | 32’ |
| Corno dolce     | 32’ |
| Flûte           | 16’ |
| Soubasse        | 16’ |
| Corno dolce     | 16’ |
| Diapason Magna  | 08’ |
| Principal       | 08’ |
| Flûte           | 08’ |
| Bourdon         | 08’ |
| Flûte           | 04’ |
| Octave          | 04’ |
| Flûte           | 02’ |
| Contre-trombone | 32’ |
| Contre-basson   | 32’ |
| Tuba Magna      | 16’ |
| Bombarde        | 16’ |
| Tuba Mirabilis  | 08’ |
| Trompette       | 08’ |
| Tuba Clarion    | 04’ |

### Glocken
Im 51 m hohen Glockenturm, dem Torre del Miguelete bzw. Micalet, hängen 14 historisch bedeutsame Glocken. 11 Glocken hängen zwischen den Schallarkaden des Turmes; sie werden fast ausschließlich händisch von einer Läutegilde geläutet, indem sie mit einer Volldrehung von 360 Grad geläutet werden. 3 weitere Glocken hängen in dem Turmaufsatz; sie dienen dem Uhrschlag. Die Stundenschlagsglocke hat den Namen Micalet. Sie ist die größte und schwerste Glocke im Turm.
| Nr. | Name                             | Gussjahr | Gießer                  | Masse (kg, ca.) | Schlagton |
| --- | -------------------------------- | -------- | ----------------------- | --------------- | --------- |
| 1   | L‘ Ursula                        | 1438     | Antoni Martí            | 209             | f2        |
| 2   | La Violant                       | 1735     | Juan Antonio de la Viña | 317             | b1        |
| 3   | La Caterina                      | 1305     | unbekannt               | 554             | e2        |
| 4   | La Bàrbara                       | 1681     | Lluís Castañer          | 526             | d2        |
| 5   | El Pau                           | 1489     | unbekannt               | 440–530         | a1        |
| 6   | L‘ Arcís                         | 1529     | Lluís Trilles           | 550–670         | b1        |
| 7   | El Vicent                        | 1569     | Joaquim Balle           | 1000–1200       | gis1      |
| 8   | L‘ Andreu                        | 1605     | Vicent Martínez         | 1300–1600       | e1        |
| 9   | El Jaume                         | 1429     | Tomás Morel             | 1750            | fis1      |
| 10  | El Manuel                        | 1621     | Miquel de Vielsa        | 1980            | es1       |
| 11  | La Maria                         | 1544     | Joan Clerget            | 1900–2300       | d1        |
| I   | El Micalet (Stundenschlag)       | 1539     | Lluís Trilles           | ca. 7500        | f0        |
| II  | De Quarts (Viertelstundenschlag) | 1736     | Lluís Castañer          | ca. 750         |           |
| III | El Cimboriet                     | 1805     | Cristobal García        | ca. 20          |           |

0